# Los Ríos (Repubblica Dominicana)
Los Ríos è un comune della Repubblica Dominicana di 7.831 abitanti, situato nella Provincia di Baoruco. Comprende, oltre al capoluogo, un distretto municipale: Las Clavellinas.